# Faro 1.º de Mayo
El Faro 1.º de Mayo se halla ubicado en el extremo este de la isla 1.º de Mayo (o Lambda) en el archipiélago Melchior del Sector Antártico Argentino, entre las islas Amberes y Brabante del archipiélago de Palmer.
Fue el primer faro luminoso argentino instalado en la Antártida. Se localizó en ese lugar para mejorar el avistaje de los buques que se acercaban desde el norte para realizar el aprovisionamiento al Destacamento Naval Melchior. La torre es una estructura troncopiramidal de hierro color roja, con una casilla de acumuladores de franjas anaranjadas. Tiene 11 m de altura y 4,9 millas náuticas de alcance óptico.
Asimismo, durante la campaña antártica de verano de 2000-2001 y como parte de su mantenimiento, se le instaló un equipo energético basado en pilas secas renovables cada dos años.
La señal fue construida por el buque ARA 1.° de Mayo, de allí su nombre, y comenzó su servicio el 1 de marzo de 1942. Por su importancia, y por ser el primer faro iluminado de la Argentina en la Antártida.
Por su ubicación (64°17'58,42"S 62°58'08"W), puede considerarse que este es el Faro del Fin del Mundo ya que es el más austral del planeta.

## Sitio y Monumento Histórico
En 1972 el Faro 1.º de Mayo fue designado Sitio y Monumento Histórico de la Antártida SMH 29: Faro "Primero de Mayo" bajo el Tratado Antártico, a propuesta y conservación de Argentina.